# 동성적 끌림
동성적 끌림은 성적 끌림의 유형 중 하나로 동성애적 감정을 의미한다. 영미권에서는 same-sex attraction (혹은 same-gender attraction)이라고 번역된다.

### 동성애와의 차이점
동성애는 흔히 동성 간의 본격적인 연애 및 육체적인 성관계를 뜻하는 반면, "동성적 끌림"은 순전히 그 감정만을 뜻한다.
다른 성적 끌림과 마찬가지로 동성적 끌림은 로맨틱 끌림과 정서적 끌림 둘 다를 의미할 수 있으며 (육체적으로는 끌리지 않지만) 정신적으로 동성에게 끌리는 것은 호모로맨틱 (homoromantic)이라고 부른다.

### 보수권에서 쓰이는 용도
일부 종교인들 사이에서 스스로를 "동성적 끌림을 겪는 사람"(same-sex attracted)이라고 밝히는 경우가 있는데 이는 본인의 가치관이 동성애와 대립하거나 본인의 종교가 LGBT 정체성 자체의 허용을 금하기 때문이다. 이들의 세세한 차이점 때문에 영미 기독교권에서는 "사이드 B, X, Y" 등의 신조어들이 생기고 있다. 극보수주의자들 중에서는 "원치 않는 동성적 끌림" (unwanted same-sex attraction)이라는 단어를 사용하기도 한다.

### 같이 보기
- 보수주의
- 무성애자
- 성적 지향
- 동성애와 기독교
- 사이드 A, B, X, Y (신학)